# Drachkov
Drachkov je obec v okrese Strakonice v Jihočeském kraji. Leží zhruba pět kilometrů jihozápadně od Strakonic. Žije v ní 196 obyvatel.

## Historie
První písemná zmínka o obci pochází z roku 1319, kdy je připomínána jako villa Dracow.

## Přírodní poměry
Drachkov leží při severním okraji Šumavského podhůří (podcelek Bavorovská vrchovina, okrsek Volyňská vrchovina) pod kopcem Kamenná bába (557 metrů). Obcí protéká Drachkovský potok, jeden z drobnějších pravostranných přítoků řeky Otavy.

## Obyvatelstvo
| Rok            | 1869 | 1880 | 1890 | 1900 | 1910 | 1921 | 1930 | 1950 | 1961 | 1970 | 1980 | 1991 | 2001 | 2011 | 2021 |
| -------------- | ---- | ---- | ---- | ---- | ---- | ---- | ---- | ---- | ---- | ---- | ---- | ---- | ---- | ---- | ---- |
| Počet obyvatel | 158  | 164  | 176  | 177  | 166  | 170  | 159  | 126  | 128  | 119  | 115  | 148  | 146  | 172  | 184  |
| Počet domů     | 23   | 24   | 27   | 27   | 29   | 30   | 31   | 34   | 31   | 32   | 34   | 47   | 52   | 61   | 77   |

## Obecní správa
Mezi lety 1850–1920 patřil Drachkov jako osada obce ke Pracejovicím v okrese Strakonice. V letech 1921–1964 byl obcí. Od 14. června 1964 do 31. prosince 1991 patřil znovu jako část obce k Pracejovicím a od 1. ledna 1992 je opět samostatnou obcí.

### Obecní symboly
Znak a vlajka byly obci uděleny rozhodnutím předsedy Poslanecké sněmovny Parlamentu České republiky dne 9. prosince 2015.

## Pamětihodnosti
- kaple svatého Prokopa na návsi, postavená v 19. století a upravená v roce 1925
- Brána usedlosti čp. 17